# Salomon Friedrich Merkel
Salomon Friedrich Merkel (* 13. Februar 1760 in Schmalkalden; † 21. Februar 1823 in Kassel), Pseudonym: Adolf Emmerich Kroneisler, war ein deutscher Jurist.

## Leben
Salomon Friedrich Merkel war der Sohn des Arztes Johann Christian Valentin Merkel (* 6. Juni 1731 in Schmalkalden; † 7. November 1793 in Kassel) und dessen Ehefrau Catharina Sophie (* 14. Februar 1738 in Schmalkalden; † 8. Oktober 1787 ebenda), Tochter von Johann Friedrich Habicht. Nach dem Tod seiner Schwester Christiane Marie (* 28. Januar 1763; † 24. April 1772) wuchs er als einziges Kind seiner vermögenden Eltern auf.
Er besuchte in Schmalkalden die lutherische Schule und erhielt vom Konrektor noch Privatunterricht; bei Johann Gottfried Vierling erhielt er auch noch Klavierunterricht und beherrschte dieses Instrument nach einiger Zeit mit einer nicht unbedeutenden Fertigkeit, so dass er ohne Noten nach seinen eigenen Fantasien seine Empfindungen ausdrücken konnte.
Er kam nach seiner Konfirmation auf das Pädagogium Halle und es folgte ein Studium der Rechtswissenschaften an der Universität Halle, dort befreundete er sich mit dem späteren Professor der Medizin Johann Christian Wilhelm Juncker. Von 1779 bis 1782 setzte er sein Studium an der Universität Rinteln fort und hörte Vorlesungen bei Johann Nikolaus Möckert und Carl Wilhelm Wippermann (1730–1797), in dessen Hause er wohnte. Nach Bestehen seiner öffentlichen Prüfung erhielt er den Dr. jur., studierte aber anschließend noch an der Universität Göttingen weiter und hörte dort die Vorlesungen von Johann Stephan Pütter, dem Altertumswissenschaftler Christian Gottlob Heyne, der ihm privat eine Vorlesung über Archäologie hielt, und bei August Ludwig von Schlözer. Um sein Studium fortsetzen zu können, war er auch noch kurzzeitig während des Studiums als Hofmeister des Sohnes, der ebenfalls in Göttingen studierte, von Geheimrat Zanthier aus Kassel angestellt, jedoch kehrte dessen Sohn kurz darauf wieder nach Kassel zurück und so verließ auch Salomon Friedrich Merkel die Universität Göttingen.
1785 bewarb er sich um die vakante Stelle des Untergerichtsanwalts, erhielt diese und arbeitete von nun an als Gerichtsanwalt in Kassel. Durch den Tod von Friedrich II. von Hessen-Kassel kam es zu einem Regierungswechsel, der zur Folge hatte, das sämtliche Lehnsverhältnisse erneuert werden mussten; die die Herrschaft Schmalkalden betreffenden, kamen fast ausschließlich auf seinen Tisch, so dass sich ihm eine einträgliche Geschäftsquelle gleich zu Beginn seiner Tätigkeit eröffnete: bereits nach einem halben Jahr war er Obergerichtsanwalt geworden. Er wurde so erfolgreich, dass ... kaum ein Sachwalter vor ihm in Cassel eine umfassendere Praxis besessen, so dass während der, ungefähr ein Vierteljahrhundert anhaltenden, Blüthe derselben wenige Rechtsstreite von Wichtigkeit bei einem dasigen Gericht verhandelt wurden, ohne daß er nicht als Anwalt Theil daran genommen hätte. 
Er war dazu auch Rechtsberater von Stiftungen, Syndikus der Universität Marburg und verschiedener hessischer Adelsfamilien; General Martin Ernst von Schlieffen übertrug ihm die Verwaltung seiner Patrimonialgerichtsbarkeit.
Unter der französischen Fremdherrschaft im Königreich Westphalen musste er sich mit der neuen Gesetzgebung vertraut machen, und er wurde nun vor Gericht als Verteidiger berufen. Es gelang ihm in mehreren Fällen, dass Angeklagte, die wegen Verschwörung angeklagt waren, von einem nur französisch besetzten Gerichtshof freigesprochen wurden, obwohl diese in der Regel die Angeklagten erschießen ließen; sogar in zwei Fällen, bei denen das Todesurteil bereits vom König gewünscht worden war. Nur im Fall des Marburger Professors Johann Heinrich Sternberg, der am Dörnberg-Aufstand beteiligt war, gelang ihm dieses nicht, obwohl in diesem Fall das Gericht kein Urteil sprach, sondern den Angeklagten der Gnade des König Jérôme Bonaparte überließ, dieser ordnete aber die standrechtliche Erschießung an.
Zusätzlich zu seinen sonstigen Ämtern nahm er die Sekretärsstelle, die von einem Rechtsgelehrter besetzt werden musste, beim israelitisch-westphälischen Consistorium in Kassel an, um seinem ältesten Sohn die Ausbildung am Pädagogium in Halle, mit dessen Vorsteher August Hermann Niemeyer er befreundet war, zu sichern, weil er hierfür 2.000 Franc Jahresgehalt erhielt; sein Sohn trat später seine Nachfolge als Regierungsprokurator in Kassel an. Salomon Friedrich Merkel hielt die Eröffnungsrede bei der Eröffnungsrede, die 1808 gedruckt veröffentlicht wurde und lernte in seiner Tätigkeit Israel Jacobson kennen, der der Präsident dieses Konsistorium war.
Nach der Auflösung des Königreiches Westphalen hätte er gerne gesehen, wenn neu eingeführte Rechtsbestimmungen beibehalten worden wären, weil diese sich als zweckmäßig erwiesen, jedoch wurde die vormalige Rechtsprechung wieder eingeführt, obwohl diese der fortschrittlichen Bildung nicht mehr entsprach und dies führte dazu, dass er sich als kurfürstlich hessisch-kasselscher Obergerichtsanwalt durch kritische Beiträge in den Rechtsdiskurs seiner Zeit einbrachte und veröffentlichte beispielsweise 1817 sein Werk Verteidigung der öffentlichen Rechtspflege. Weil sich aber nichts änderte, zog er sich aus der juristischen Praxis zurück und übertrug seine Aufgaben auf seinen ältesten Sohn, der inzwischen die Prokuratur in Kassel erhalten hatte; lediglich für seine Freunde und alten Klienten blieb er weiterhin deren Anwalt.
In seiner Freizeit widmete er sich auch der schöngeistigen Literatur und schrieb Beiträge für die Jenaische Allgemeine Literatur Zeitung, das Morgenblatt für gebildete Stände, das Journal des Luxus und der Moden und das Dresdner Abendblatt, mit dessen Herausgeber Theodor Hell er befreundet war. Unter seinem anagrammatischen Pseudonym Adolf Emmerich Kroneisler erschien auch 1819 Fürstlicher Scherz und Ernst. Bereits in der Vergangenheit hatte er 1802 mit Fest der Laune, nach der ersten Vorstellung der Jungfrau von Orlean in Weimar und 1803 mit Die Postscripte, oder Das epigrammatische Gastmahl des Herrn von Kotzebue, zwei Texte verfasst, die aktuelle Theaterereignisse humoristisch begleiteten.
1788 heiratete er Friederike Caroline Wilhelmine (* 13. Februar 1763 in Steinbach; † 30. Januar 1813 in Kassel), Tochter des Justizbeamten Bauer, mit der er acht Kinder, von denen vier in der Kindheit verstarben, hatte. Das Erwachsenenalter erreichten drei Söhne und eine Tochter:
- Amalie Christine Merkel (* 7. Januar 1789 in Kassel; † 6. Januar 1854 ebenda):
- Christian Carl Friedrich Merkel (* 20. August 1793 in Kassel;  25. Februar 1848 ebenda), Dr. jur., Stadtgerichtsdirektor in Kassel, verheiratet mit Henriette Friederike Marie, geb. Heuser;
- Wilhelm Heinrich Philipp Friedrich Merkel (* 8. August 1797 in Kassel; † 16. Juni 1882 in Treysa), Förster, verheiratet mit Justine Wilhelmine (1805–1872), Tochter von Johann Christoph Rabe;
- Heinrich Emil August Merkel (* 14. März 1801 in Kassel; † 19. August 1861 in Hebel).

## Freimaurer
Salomon Friedrich Merkel gehörte siebzehn Jahre lang den Freimaurerern an. Er war Mitglied der Kasseler Logen Königlich Hieronymus Napóleon zur Treue und Wilhelm zur Standhaftigkeit. In beiden bekleidete er, ebenso wie in den zugehörenden Großlogen, verschiedene Ämter.

## Schriften (Auswahl)
- Denkmal seiner unvergeßlichen Mutter. Schmalkalden 1787.
- Freundschaft und Liebe auf dem Throne. Ein Denkmal der herzlichen Verbindung zwischen Russlands und Preussens erhabenen Monarchen. Cassel in Commission der Griesbachschen Hofbuchhandlung 1802
- Fest der Laune. 1802.
- Die Postscripte, oder Das epigrammatische Gastmahl des Herrn von Kotzebue. 1803.
- Rede bei der Eröffnung des königlichwestphälischen Konsistoriums der Israeliten. 1808.
- Verteidigung der öffentlichen Rechtspflege. Marburg bei Krieger 1817.
- Fürstlicher Scherz und Ernst. Leipzig bei Hartknoch 1819.